# Коба Ганна Власівна
Ганна Власівна Коба (нар. 19 грудня 1946, село Костянтинівка, тепер Сумського району Сумської області) — українська радянська діячка, апаратниця Горлівського виробничого об'єднання «Стирол» Донецької області. Депутат Верховної Ради УРСР 11-го скликання.

## Біографія
Освіта середня.
З 1965 року — апаратниця Горлівського виробничого об'єднання «Стирол» імені Серго Орджонікідзе Донецької області.
Потім — на пенсії в місті Горлівці Донецької області.

## Нагороди
- ордени
- медалі